# Nikola Zdráhalová
Nikola Zdráhalová (Dvůr Králové nad Labem, 1 april 1996) is een Tsjechische langebaanschaatsster. Ze traint net als Martina Sáblíková bij Petr Nováks NOVIS Team.

## Biografie
Zdráhalová speelde tot haar vijftiende ijshockey en maakte in 2012 de overstap naar het langebaanschaatsen. Haar debuut maakte ze tijdens het schaatsen op de Olympische Jeugdwinterspelen 2012 op de 500 meter. Ook deed ze mee aan het WK voor junioren in Collalbo van 2013. In oktober 2013 reed ze de limiettijd voor deelname aan de wereldbeker schaatsen 2013/2014, waar ze uitkwam op de 3000 meter en de ploegenachtervolging. In seizoen 2014/2015 kwam daar de massastart bij waar ze bij de wereldbekerfinale in Erfurt als zevende eindigde.
Bij het wielrennen nam Zdráhalová deel aan het Tsjechisch kampioenschap op de weg voor junioren in 2014 (3e) en het Tsjechisch kampioenschap individuele tijdrit op de weg in 2015 (5e) waar ze op de wegwedstrijd als 7e eindigde. Op 11 december 2015 behaalde ze tijdens de vierde wereldbekerwedstrijd in Heerenveen haar eerste wereldbekerpunten op de 3000 meter. Haar debuut op het WK Afstanden in Kolomna maakte ze op 12 februari 2016 op de 1000 meter. Haar olympische debuut maakt ze in februari 2018 tijdens de Winterspelen in Pyeongchang. Daar won ze de tweede halve finale op de massastart. Haar aangescherpte persoonlijke records maakte dat ze aan het einde van het schaatsseizoen steeg in de Adelskalender van plek 123 naar 47. Vier jaar later scherpte ze binnen een week wederom haar persoonlijke records aan en steeg ze in december 2021 van plek 49 naar 28.
Na de Olympische Winterspelen van Peking besloot ze, door blessureleed, het seizoen voortijdig te beëindigen. Op 24 januari 2025 keerde ze terug op het ijs waar ze haar persoonlijk record verbeterde op de 5000 meter. In maart 2025 behaalde ze de vijfde plaats op de 1500 meter op het WK afstanden in Hamar (haar beste resultaat).

## Persoonlijke records
| Afstand    | Tijd    | Datum            | Baan    |
| ---------- | ------- | ---------------- | ------- |
| 500 meter  | 38,35   | 10 december 2021 | Calgary |
| 1000 meter | 1.13,83 | 11 december 2021 | Calgary |
| 1500 meter | 1.53,89 | 12 december 2021 | Calgary |
| 3000 meter | 3.59,66 | 10 december 2021 | Calgary |
| 5000 meter | 7.05,59 | 24 januari 2025  | Calgary |

## Resultaten
| Jaar | EK Allround             | WK Allround            | WK Afstanden                                 | Olympische Spelen                                     | Wereldbeker                                           | WK Junioren                                   |
| ---- | ----------------------- | ---------------------- | -------------------------------------------- | ----------------------------------------------------- | ----------------------------------------------------- | --------------------------------------------- |
| 2013 |                         |                        |                                              |                                                       |                                                       | 38e 1000 DQ 1500m 27e 3000m 11e achtervolging |
| 2014 | NC25 (24e,25e,-,-)      |                        |                                              |                                                       |                                                       | 13e (18e,14e,17e,15e)                         |
| 2015 | NC16 (10e,15e,16e,-)    |                        | 11e massastart                               |                                                       | 52e 1500m 45e 3k/5k 13e massastart                    | 5e (13e,4e,11e,6e) 18e massastart             |
| 2016 | NC13 (14e, 13e, 12e, -) |                        | 23e 1000m 18e massastart 7e achtervolging    | 66e 1000m 49e 1500m 42e 3k/5k 22e massastart          |                                                       |                                               |
| 2017 | NC9 (6e, 12e, 11e, -)   | NC17 (12e, 20, 18e, -) | 24e 1000m 15e 1500m 18e 3000m 15e massastart | 0p 500m 54e 1000m 29e 1500m 27e 3k/5k 15e massastart  |                                                       |                                               |
| 2018 |                         | 8e (4e, 9e, 12e, 7e)   |                                              | 19e 1000m 11e 1500m 15e 3000m 8e massastart           | 0p 500m 49e 1000m 12e 1500m 29e 3k/5k                 |                                               |
| 2019 | NC12 (5e,13e,12e,-)     | NC15 (8e, 18e, 14e, -) | 17e 1500m 16e massastart                     |                                                       | 38e 1000m 29 1500m 16e 3k/5k 23e massastart           |                                               |
| 2020 |                         | NC11 (7e, 16e, 11e, -) | 23e 500m 20e 1000m 17e 1500m 14e 3000m       | 29e 500m 27e 1000m 11e 1500m 12e 3k/5k 33e massastart |                                                       |                                               |
| 2021 | NC9 (4e,11e,6e,-)       |                        | 16e 1000m 14e 1500m 14e 3000m                | 18e 1500m 24e 3k/5k                                   |                                                       |                                               |
| 2022 |                         |                        |                                              | 25e 500m 27e 1000m 21e 1500m 18e 3000m                | 45e 500m 21e 1000m 18e 1500m 19e 3k/5k 22e massastart |                                               |
|      |                         |                        |                                              |                                                       |                                                       |                                               |
| 2025 |                         |                        | 9e 1000m 5e 1500m 10e 3000m                  |                                                       | 23e 1000m 20e 1500m 19e 3k/5k                         |                                               |

 NC# = niet geplaatst voor laatste afstand, maar wel als # geëindigd in het klassement 